# 安德洛尼卡一世 (拜占庭)
安德洛尼卡一世（希腊语：Ανδρόνικος Αʹ Κομνηνός，約1118年－1185年9月12日）在1183年9月24日－1185年9月12日間擔任拜占庭帝国的皇帝，他是伊薩克·科穆寧的兒子、約翰二世的姪兒以及阿历克塞一世的孫子。

## 早年经历

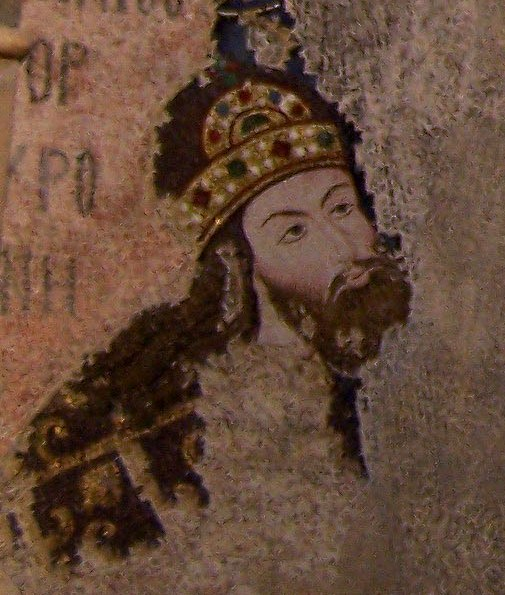
安德洛尼卡之父伊薩克·科穆寧的肖像，該幅鑲嵌畫現存於科拉教堂

安德洛尼卡·科穆寧大約出生於1118年，他的外表英俊瀟灑，個性開朗活潑，體格壯碩而勇敢無畏，同時他也是位傑出的將軍與一名能幹的政治家，但愛好女色且風流成性，他的早年生活在歡樂時光和隨軍出征中交替度過。
1141年，安德洛尼卡被塞爾柱王朝魯姆蘇丹國的突厥人俘虜，並被關押了將近一年的時間，直至交付贖金後，他才被釋放並安然返回君士坦丁堡，回到都城的安德洛尼卡在宮廷裡見到他的堂兄弟曼努埃爾一世，並很快獲得皇帝的喜愛與歡迎。同時安德洛尼卡也勾搭上他的侄女歐多齊婭·科穆寧娜，雖然他早已成婚但歐多齊婭依舊與他出雙入對成為他的情婦。1152年，在歐多齊婭的隨行陪伴下，安德洛尼卡出發前往奇里乞亚擔任軍隊指揮官与当地的亚美尼亚人交战，卻於圍攻當地摩普綏提亞城的摩普綏提亞之戰中遭到挫敗。之後他被曼努埃爾遷調至巴尔干半岛的省分任職，這次任期的時間似乎極為短暫。在此期间，由於他和歐多齊婭間的不倫關係惹惱了歐多齊婭的幾名兄弟，他們突襲包圍住兩人的營帳打算殺掉毀壞他們家族名譽的安德洛尼卡，歐多齊婭提議他的愛人換上女子衣服偷偷溜走，但安德洛尼卡拒絕並拔出劍衝殺出去，成功在歐多齊婭兄弟們的手中驚險逃脫，再次回到君士坦丁堡。

## 流亡
大約在1153年，安德洛尼卡被發現參與試圖推翻皇帝的反叛阴谋，因而遭下獄囚禁長達時十二年的時光。1158年安德洛尼卡第一次尝试通过一条牢房内已废弃的通道越狱，但出逃后被君士坦丁堡市民认出并被抓回。在這次失敗的越獄嘗試後，他於1165年在长子曼努埃尔·科穆宁帮助下制作出了钥匙成功逃脫，並趁著夜色潛回家中與自己的孩子們告別，隨後他騎上快馬奔向北方，渡過多瑙河並迅速穿越摩爾達維亞的荒原和喀尔巴阡山脉，在快要抵達加利奇公國時被一群打算把他押回君士坦丁堡領賞的弗拉赫人捕獲，不過安德洛尼卡謊稱腹痛要求到樹叢內方便，並趁弗拉赫人不注意時悄無聲息地溜走，順利抵達基輔後，安德洛尼卡獲得其表弟，当时擔任加利奇大公雅罗斯拉夫·奥斯莫梅斯尔的熱情接待成為他的座上賓，在雅羅斯拉夫的保護下，曼努埃爾一世決定與安德洛尼卡和解，而安德洛尼卡似乎也為了證明自己的忠誠帶領一支加利奇的軍隊加入拜占庭军队入侵匈牙利，協助曼努埃爾一世圍攻泽蒙。這次的軍事行動頗為成功，獲得寬恕的安德洛尼卡於1168年與曼努埃爾一起回到君士坦丁堡。然而僅在一年後，他又因為拒絕向曼努埃爾一世希望成為他皇位繼承者的準女婿，匈牙利王位继承者贝拉宣誓效忠而失寵，被趕出宮廷打發到遙遠的奇里乞亞行省當總督。
安德洛尼卡不久後在造訪普瓦捷的雷蒙統治下的安條克公國時邂逅了雷蒙的女儿、曼努埃爾一世皇后安条克的玛丽之妹安條克的菲利帕，在她美貌的吸引下，安德洛尼卡使出渾身解數，把自己塑造成“花花公子的领袖”，進而把菲利帕迷的神魂顛倒，熱戀中的菲利帕更打算要與其結為夫妻，曼努埃爾對安德洛尼卡勾引自己小姨子的行为大為震怒，下令解除他總督的職位，安德洛尼卡聞訊便拋下菲利帕并離開安条克。隨後他來到耶路撒冷国王阿馬爾里克一世的宮廷躲避皇帝的怒火。尽管知晓安德洛尼卡此前的所为，但阿马尔里克国王此时在周围穆斯林国家的压力下十分需要外援，因而安德洛尼卡獲得國王的接納並賜給他贝鲁特當作封地。不過好景不长，在耶路撒冷他遇見了已故国王鮑德溫三世遺下的漂亮寡婦、曼努埃爾的侄女狄奧多拉·科穆寧娜。雖然當時安德洛尼卡已經五十六歲了，但歲月絲毫未減損他對女性的魅力，狄奧多拉很快在他的熱烈追求下淪陷。這件風流軼事與前兩段情史相比更加狂放不羈，曼努埃爾對此愈發惱怒，下令逮捕安德洛尼卡並刺瞎他的雙眼。為了避免遭到皇帝的懲罰，安德洛尼卡只得倉皇出逃，他帶著狄奧多拉出走至穆斯林国家，叙利亚統治者努爾丁在大马士革的宮廷暫避。隨後兩人繼續長途跋涉繞過安那托利亞與高加索等地，最終抵達格鲁吉亚王国，並受到國王喬治三世的熱情歡迎，喬治三世那位姓名不詳的妹妹極有可能是安德洛尼卡的第一任妻子。
安德洛尼卡被賜予位於喬治亞東部卡赫蒂的莊園。在1173年或1174年，他陪同喬治亞軍隊遠征裏海西海岸的希爾凡，這次戰役中喬治三世成功奪回被來自傑爾賓特的侵略者，其表親希爾凡沙阿阿赫希坦一世所佔據位於夏巴蘭地區的堡壘。后来，在一名突厥人埃米爾的接納下，安德洛尼卡和狄奧多拉前往黑海海濱，定居於特拉比松和锡诺普之間的小城溫耶 ，期間他數度劫掠拜占庭帝國的領土來回報突厥人首領對他的庇護。在一次安德洛尼卡離开居所入侵特拉比松時，特拉比松總督率軍突襲他居住的堡壘，並活捉了狄奧多拉和她所生的兩個孩子。他們被送往君士坦丁堡以誘使安德洛尼卡回國。為了救回妻兒，安德洛尼卡身披枷鎖回到君士坦丁堡請罪，匍匐在曼努埃爾一世腳下懺悔自己的行為，並再一次獲得皇帝的原諒，曼努埃尔允許他與狄奧多拉退隱至本都生活。

## 篡位與統治

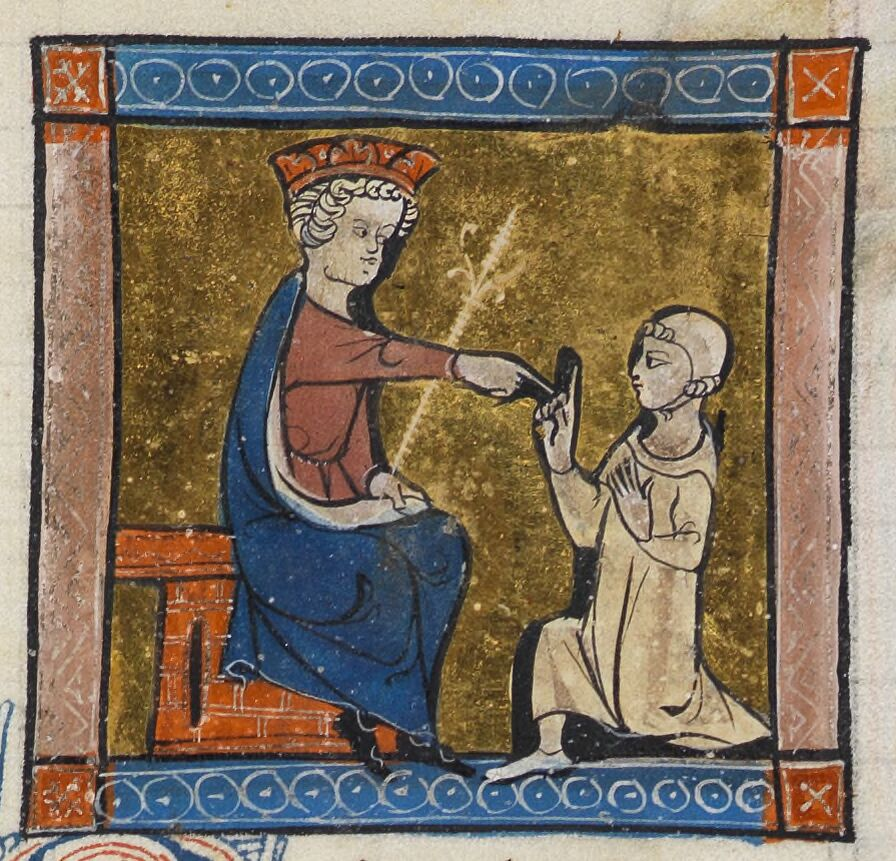
坐者為安德洛尼卡一世

1180年，皇帝曼努埃爾一世去世，他年僅十歲的兒子阿历克塞二世繼位並由他的母親瑪麗皇太后攝政。但她的拉丁裔的出身背景和所任用的无能情夫也是皇帝的堂兄阿历克塞普遍引起拜占庭希臘人民的敵視，他們厭惡被來自外鄉的女人所統治，加上曼努埃爾生前對西歐人的友好也令許多希臘人感到不滿，玛丽的摄政政府也无力阻挡四面八方的外来侵略，導致政局益發緊張。混亂的政局讓安德洛尼卡有機會奪取皇位。他写信给阿历克塞二世和牧首狄奥多西一世，哀叹阿历克塞篡权及其据称与皇太后关系不当。1182年，他在阿歷克塞二世的姐姐瑪麗亞·科穆寧娜邀请下离开隐退地帶領一支临时拼凑起来的軍隊前往君士坦丁堡，隊伍中更有穆斯林士兵的加入。叛軍沿路幾乎沒有遇到任何抵抗便抵達與君士坦丁堡隔海峡相望的迦克墩，最初并不占优势，也没有渡过海峡的船只。阿历克塞意图讲和，许诺对其赦免、任以高官，但安德洛尼卡拒绝了，坚持要求阿历克塞退隐并为自己的行政负责、将皇太后关进一家修道院。市民称赞安德洛尼卡是救世主，贵族和教士纷纷投靠，皇太后和阿莱克修斯已经有限的支持持续流失。而受命封鎖博斯普魯斯海峽的拜占庭海軍指揮官大將軍約翰·康鐸斯特法諾斯和安德洛尼卡·安格洛斯將軍兩人在關鍵時刻叛變投靠安德洛尼卡一方，使安德洛尼卡的軍隊得以輕易地進入首都。玛丽亚长公主可能以为安德洛尼卡年纪大且妥协，所以并非帝位竞争者，但这将被证明是致命的错误判断。
伴隨安德洛尼卡的到來，以及太后玛丽的摄政政府被推翻，君士坦丁堡内很快爆發了拉丁大屠杀，大量西方拉丁人遭到支持安德洛尼卡的憤怒市民們的瘋狂洩憤，當時拉丁人實際控制了帝國的經濟是誘發殺戮的主因之一，而安德洛尼卡也任由屠杀自由发展。安德洛尼卡隨即掌握實權，将玛丽太后软禁在土地墙北端外的菲洛帕提翁宫，对她的监禁条件也愈发加紧；儘管玛丽亚长公主支持安德洛尼卡的介入，但他仍安排宦官把瑪麗亞和她的丈夫蒙費拉托的雷尼埃毒死。玛丽太后写信求助于妹夫匈牙利国王贝拉三世，被安德洛尼卡的手下截获，安德洛尼卡便以叛国罪为由將瑪麗太后關入監獄，旋即強迫年幼的阿歷克塞二世親自簽發將他母親瑪麗處決的詔書，並脅迫阿歷克塞二世於教堂的露台上向人群宣布任命安德洛尼卡为共治皇帝，此後不久阿歷克塞二世便被安德洛尼卡一世的朝臣們用弓弦勒死，屍身被拋入大海。
1183年，六十五歲的安德洛尼卡與法蘭西王國的國王路易七世與其第三任妻子香檳的阿黛勒所生的女兒，原本與阿歷克塞二世訂婚的年僅十二歲的法蘭西的阿格尼斯結婚。1183年11月，安德洛尼卡將他年輕的兒子约翰·科穆宁加冕為共治皇帝。1184年，一名威尼斯共和国的大使造訪君士坦丁堡，雙方達成協議，拜占庭將支付一千五百枚金幣，用以賠償1171年時曼努埃尔皇帝沒收威尼斯人財產給共和國带来的損失。

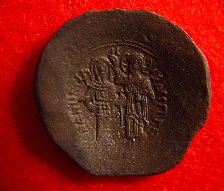
安德洛尼卡一世鑄造發行的錢幣

安德洛尼卡統治時期的特點以他嚴厲、可怕的作風而聞名，他決心以高壓手段來鏟除皇位潛在競爭對手們及自阿莱克修斯一世以来掌管地方军政的土地贵族的權力。安德洛尼卡一反其前任曼努埃爾一世時期對封建大貴族的放縱，他雷厲風行地制止當時腐敗的風氣，尤其嚴懲貪污瀆職。連他的敵人也不得不承認他在帝國各省的改革措施有立竿見影的成效。但安德洛尼卡很快變得越發偏執和殘忍，帝國在他的治理下陷入恐怖狀態。1185年9月，他下令處決所有與外國勢力勾結的囚犯以及他們的家人，其過於殘酷的做法導致貴族階層激烈反抗，數幾次起義試圖推翻他的統治，加上安德洛尼卡對拉丁人不當的政策導致西方諸國對拜占庭帝國強烈敵視，種種原因致使拜占庭上下如同一盤散沙，反而削弱了帝国原本堅實的軍事力量。
帝國不穩的局勢導致諾曼西西里國王古列爾莫二世趁亂入侵。古列爾莫率領兩百艘船艦與包括五千名騎士在內的总共八萬名士兵從伊庇鲁斯登陸，並一路进军，攻陷北希腊重鎮塞萨洛尼基，城破後的洗劫和殺戮造成七千多名希臘人的死亡。安德洛尼卡匆匆組織由五支隊伍拼湊成的軍隊前去阻止西西里的大軍抵達君士坦丁堡，但他的部隊未能成功阻止古列爾莫的攻勢而被迫撤退到城市外圍的山丘。此外安德洛尼卡組建了一支由一百艘船隻所組成的艦隊來阻止諾曼人的海軍進入马尔马拉海。直到1186年下任皇帝伊薩克二世繼位後，拜占庭軍隊才打退諾曼人的入侵。

## 去世

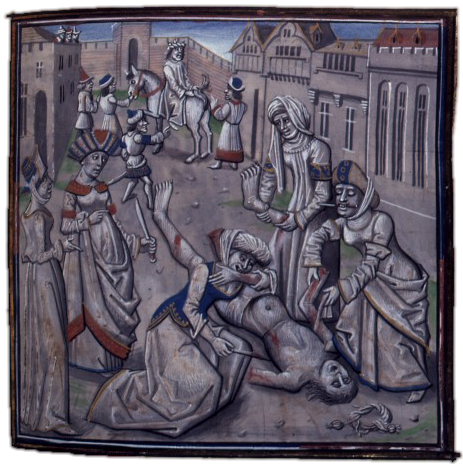
中世紀時期描繪安德洛尼卡一世被折磨與殺害的場景

安德洛尼卡一世試圖消滅貴族的計畫幾近成功，但在他離開首都的期間，他的副手史蒂芬·哈吉奧克里斯托夫萊斯採取行動試圖逮捕被質疑不忠於皇帝的阿历克塞一世之女狄奧多拉的後代伊薩克·安格洛斯。伊薩克拒捕並殺死史蒂芬逃往圣索菲亚大教堂避難，他向民眾呼籲反抗安德洛尼卡的暴虐統治，騷亂很快在整座城市中蔓延開來，伊薩克·安格洛斯在市民的擁戴下登基為伊薩克二世。
當時不在君士坦丁堡的安德洛尼卡回到首都時才發現自己的统治已被推翻。雖然安德洛尼卡試圖與他的妻子阿格尼斯以及情婦乘船逃跑，但仍在船上被生擒（僅管也有部分說法認為安德洛尼卡实际上了倖存下來，且設法逃到塞浦路斯岛自封為塞浦路斯國王），之後伊薩克二世將其交給憤怒的民眾處置，他整整承受了三天暴民們的憤怒和宣洩，在那段時間裡，安德洛尼卡被綁在一根柱子上毆打，他的右手被砍掉，牙齒和頭髮被拔光，一隻眼睛被挖出，英俊的臉龐則被滾水燙爛。最終在1185年9月12日，他被帶往君士坦丁堡競技場，綁住雙腳倒掛在兩根柱子之間，兩名拉丁裔的士兵爭相競賽看誰能用劍刺他刺得更深，當他嚥氣時，身軀已然被撕裂。安德洛尼卡被暴尸多年。在收到安德洛尼卡去世的消息後，他的兒子共治皇帝約翰也在色雷斯被軍隊殺害。
安德洛尼卡是最後一名科穆寧王朝的拜占庭皇帝，日後他的兩個孫子阿歷克塞一世與大衛·科穆寧在1204年共同創立了特拉比松帝国，他們自稱為「梅加斯·科穆寧」，即“偉大的科穆宁”之意。

## 家庭
安德洛尼卡一世正式結婚過兩次，同時也擁有為數眾多的情婦，他與姓名不詳的第一任妻子間育有三個孩子，分別是：
- 曼努埃爾·科穆寧（1145年－1185年後）
他並不支持父親奪取拜占庭帝國皇位的作法，由於他的反對以及為了實現AIMA预言，曼努埃爾因此未被安德洛尼卡一世任命為接班人，僅被授予至尊者（英语：Sebastokrator）的頭銜。然而，在其父被殺害後，他也被新政權刺瞎雙眼，之後便消失於歷史紀錄中[11]。他與格鲁吉亚王国公主魯蘇丹（英语：Rusudan, daughter of George III of Georgia）的婚姻生下阿歷克塞一世和大衛·科穆寧（英语：David Komnenos）二子，兩人為特拉比松帝国的共同創始者，也是科穆寧王朝滅亡後，當時科穆宁家族僅存的正統男性後裔[12][13]。
- 约翰·科穆宁（1159-1185）
他在流亡期間陪伴著父親，安德洛尼卡一世登上皇位後，約翰於1183年11月被加冕為共治皇帝。當安德洛尼卡被推翻後他也在1185年9月被處決[14]。
- 瑪利亞·科穆寧娜（生於約1166年）
1182年她嫁給了狄奧多爾·西納底諾斯，但狄奧多爾於婚後不久便去世；她再嫁的第二任丈夫於1185年捍衛都拉齊翁對抗諾曼人的戰役中，其丈夫的貪婪和百姓的恐懼致使這座城市陷落。安德洛尼卡一世政權垮台後瑪利亞和她丈夫的命運未知[15]。

他和侄女狄奧多拉·科穆寧娜生有以下兩個孩子：
- 阿歷克塞·科穆寧（英语：Alexios Komnenos (son of Andronikos I)）（1170年－約1199年）
他的早年生活后世所知甚少，1185年他逃往喬治亞，並與當地的貴族女子結婚。安德洛尼卡什維利（英语：Andronikashvili）家族聲稱是他的血脈，此外他也可能是阿拉斯坦尼里（英语：Alastaneli）統治者們的祖先[17][18]。
- 伊琳娜·科穆寧娜（生於1171年）
她於1183年10月與皇帝曼努埃爾一世的私生子，受封至尊者的阿歷克塞·科穆寧結婚，她的丈夫後來參與反叛安德洛尼卡一世的陰謀，事件被揭發後遭到刺瞎雙眼和監禁的刑罰，伊琳娜則進入修道院[19]。

他與法蘭西的阿格尼斯的第二次婚姻，以及其他情婦間未生下任何子嗣。

## 流行文化
安德洛尼卡是Michael Arnold的出版于1975年的小说《Against the Fall of Night》及Ange Vlachos的出版于1964年的小说《Their Most Serene Majesties》中的主人公。希腊作家Kostas Kyriazis的出版于1980年的历史小说《法兰西的阿格尼斯》中安德洛尼卡为主要人物之一，这部小说通过阿格尼斯的视角描述了曼努埃尔一世、阿莱克修斯二世、安德洛尼卡一世统治期间的拜占庭发生的事件，并以安德洛尼卡的去世为结尾。
安德洛尼卡在Louis L'Amour的中世纪历史小说《The Walking Drum》中被提及。该书中，有先见之明的主人公预测了安德洛尼卡的惨死。在翁贝托·埃科的小说《Baudolino》中详细描述了他最终的死亡过程。

## 註腳
1. 1 2 3 4 5 6 7 8 9 10 11 12 13 14 15 16 17 18 19 20 21 22 23  Chisholm 1911，第975頁.
2. ↑  Spinei 2009，第131頁.
3. ↑  Minorsky 1945，第557–558頁.
4. ↑  Speros Vryonis Jr., The Decline of medieval Hellenism in Asia Minor: and the process of Islamization from the eleventh through the fifteenth century, (Berkeley: University of California, 1971), p. 127
5. ↑  Angold 1997，第267頁.
6. ↑  Choniates 1984，第260–274頁.
7. ↑  Harris 2003，第136頁.
8. 1 2  Choniates 1984，第193頁.
9. ↑  Vasiliev, A. A. . Speculum. 1936, 11: 3–36. JSTOR 2846872. doi:10.2307/2846872.
10. ↑  Varzos 1984a，第637頁.
11. ↑  Varzos 1984b，第511–528頁.
12. ↑  Varzos 1984a，第637–638頁.
13. ↑  Varzos 1984b，第527頁.
14. ↑  Varzos 1984b，第528–532頁.
15. ↑  Varzos 1984b，第532–535頁.
16. 1 2  Varzos 1984a，第638頁.
17. ↑  Varzos 1984b，第532–537頁.
18. ↑  Williams 2006.
19. ↑  Varzos 1984b，第481, 537–539頁.

## 资料来源
- Angold, Michael, , Longman, 1997, ISBN 0-582-29468-1
- 本条目包含来自公有领域出版物的文本: Chisholm, Hugh (编). .  1 (第11版). London: Cambridge University Press: 975–976. 1911.
- Jurewicz, Oktawiusz. . Amsterdam: Adolf M. Hakkert. 1970. OCLC 567685925 （德语）.
- Magoulias, Harry J. . Byzantina Symmeikta. 2011, 21: 101–136. ISSN 1791-4884. doi:10.12681/byzsym.1032.
- Minorsky, Vladimir, , Bulletin of the School of Oriental and African Studies (University of London), 1945, 11 (3): 557–558, doi:10.1017/s0041977x0007227x
- Spinei, Victor, , Koninklijke Brill NV, 2009, ISBN 978-90-04-17536-5
- Choniates, Niketas, , 由Magoulias翻译, Wayne State University Press, 1984
- Williams, Kelsey Jackson, , Foundations – the Journal of the Foundation for Medieval Genealogy, 2006, 2 (3)  [2007-07-24], hdl:10023/8570, （原始内容存档于2012-02-07）
- Harris, Jonathan, , Bloomsbury Academic, 2003
- Varzos, Konstantinos (1984). http://www.kbe.auth.gr/sites/default/files/bkm20a1.pdf （页面存档备份，存于）. A. Thessaloniki: Centre for Byzantine Studies, University of Thessaloniki. OCLC 834784634.
- Varzos, Konstantinos (1984). http://www.kbe.auth.gr/sites/default/files/bkm20b.pdf （页面存档备份，存于）. B. Thessaloniki: Centre for Byzantine Studies, University of Thessaloniki. OCLC 834784665.

## 延伸閱讀
- Gibbon, Edward. The Decline and Fall of the Roman Empire, Chapter 48.
- Grünbart, Michael, 'Die Macht des Historiographen – Andronikos (I.) Komnenos und sein Bild', in Zbornik Radova Vizantinoloskog Instituta 48, 2011, pp. 75–85
- Harris, Jonathan, Byzantium and the Crusades, Bloomsbury, 2nd ed., 2014. ISBN 978-1-78093-767-0
- Harris, Jonathan, 'Collusion with the infidel as a pretext for military action against Byzantium', in Clash of Cultures: the Languages of Love and Hate, ed. Sarah Lambert and Helen Nicholson, Brepols, 2012, pp. 99–117. ISBN 978 2503 520643
- The Oxford Dictionary of Byzantium, Oxford University Press, 1991.
- Mihai Tiuliumeanu, Andronic I Comnenul, Iași, 2000. （罗马尼亚文）
- Treadgold, Warren, A History of the Byzantine State and Society, Stanford University Press, 1997
- Eustathios of Thessaloniki 'The Capture of Thessaloniki' (Byzantina Australiensia 8), Canberra 1988.
- The full text of a lecture by John Melville-Jones on the life of this emperor is located at:   . It is accompanied by an extensive bibliography.

## 外部連結
| 安德洛尼卡一世 (拜占庭) 科穆宁王朝出生于：1118年逝世於：1185年9月12日 | 安德洛尼卡一世 (拜占庭) 科穆宁王朝出生于：1118年逝世於：1185年9月12日 | 安德洛尼卡一世 (拜占庭) 科穆宁王朝出生于：1118年逝世於：1185年9月12日 |
| 統治者頭銜                                                            | 統治者頭銜                                                            | 統治者頭銜                                                            |
| --------------------------------------------------------------------- | --------------------------------------------------------------------- | --------------------------------------------------------------------- |
| 前任者： 阿历克塞二世                                                 | 拜占庭皇帝 1183年9月24日–1185年9月12日                                | 繼任者： 伊薩克二世                                                   |